# Pohulanka (Karkonosze)
Pohulanka (niem. Die Lehne, 715 m n.p.m.) – szczyt w Karkonoszach, w obrębie Karkonoskiego Padołu Śródgórskiego.
Pohulanka położona jest we wschodniej części Karkonoskiego Padołu Śródgórskiego, w Karpaczu, pomiędzy centrum, Wilczą Porębą i Skalnym Osiedlem.
Częściowo porośnięta lasem, od północy wkracza zabudowa pensjonatowa. Na południowym zboczu znajduje oświetlony stok narciarski z wyciągiem orczykowym.